# کلنگه (بلا پالانکا)
کلنگه (به صربی: Klenje) یک منطقهٔ مسکونی در صربستان است که در بلا پالانکا واقع شده‌است. کلنگه ۵۴ نفر جمعیت دارد.